# تضيق الإحليل
تضيق الإحليل (بالإنجليزية: Urethral stricture) هو عبارة عن تليف في الجسم الإسفنجي المحيط بالإحليل وهو آفة معروفة منذ القدم من أهم أسبابه الأمراض المنتقلة بالجنس وعلى رأسها السيلان البني.

## الأسباب
- مجهول السبب في 33% من الحالات
- مكتسب بسبب المداخلات الطبية بنسبة 33%
- تضيقات رضية بنسبة 20% من الحالات
- تضيقات التهابية
- بعد المعالجة الشعاعية

### بسبب رضوض الإحليل
- بعد رض كليل على منطقة العجان والحوض أو إثر السقوط بوضعية الركوب (أذية سرجية) فيتمزق الإحليل بسبب انحصاره بين مكان الارتطام وعظم العانة
- بعد الكسور الحوضية وخاصة كسور الشعبتين العانيتين الوركيتين حيث يحدث انقطاع في مستوى الإحليل الغشائي
- بعد الرضوض النافذة كالطلق الناري أو بأدوات حادة
- بعد كسر القضيب

### بسبب التهابات الإحليل
عند حدوث الالتهاب تلتهب الغدد حول الإحليل وتنبثق إلى داخل الجسم الإسفنجي فيحدث ارتكاس التهابي حول الغدد وحول الإحليل ويحدث تليف وتضيق.
وتكون التضيقات متوضعة بمكان تواجد الغدد حول الإحليل (الإحليل البصلي والإحليل الحشفي والوصل العجاني القضيبي).

### بسبب المداخلات الطبية
قد يحدث تضيق إحليل بسبب المداخلات الطبية في سياق:
- تجريف البروستات
- إدخال قثطرة بولية بعنف
- إجراء توسيع للإحليل
- مداخلة تنظيرية بولية راضة
- وضع قثطرة بولية كبيرة القطر لمدة طويلة

## الآلية المرضية لتضيق الإحليل
يتكون الإحليل نسيجيا من طبقة مخاطية ويحيط به الجسم الاسفنجي المتميز بتوعيته الشديدة, وعند حدوث رض على لمعة الإحليل يحدث تفرق اتصال في الطبقة المخاطية للإحليل وعند دخول البول على الجسم الإسفنجي يحدث ارتكاس التهابي (لأن البول سائل حامضي مخرش) فيسبب تليف في الجسم الاسفنجي ومنه تتضيق لمعة الإحليل.
وتبدو القناة الإحليلية متوسعة قبل منطقة التضيق.

## أعراض تضيق الإحليل
تضيقات الإحليل لا عرضية حتى يتجاوز التضيق ثلثي لمعة الإحليل وعند ذلك يشكو المريض من أعراض بولية انسدادية:
- ضعف قوة رشق البول
- عسرة تبول
- الإحساس بعدم انفراغ المثانة بشكل كامل
- الأسر البولي الحاد

بالفحص الطبي قد تجس منطقة تصلب وارتشاح في مكان التضيق.

## التشخيص
باجراء صورة ظليلة بالطريق الراجع للإحليل أو صورة ظليلة أثناء التبول

## المعالجة
الوقاية خير من العلاج في تضيقات الإحليل نظرا لصعوبتها واحتمال نكس (عود حدوث) التضيق بعد العلاج.
العلاج جراحي حتما ويج بالبداية وضع قثطرة فوق العانة لتصريف البول عبرها دون المرور بالإحليل,
للعلاج الجراحي طريقتين:

### خزع باطن الإحليل نتظيريا
بواسطة منظار مجهز بشفرة لقص النسيج الندبي وهذا العلاج يفيد في التضيقات القصيرة عند المسنين ولا ينصح بتكراره بحال عدم نجاحه

### تصنيع الإحليل الجراحي
هي طريقة أفضل وتعتمد على إزالة المنطقة المتضيقة ومفاغرة طرفي قطع الإحليل إذا كان التضيق قصيرا أو وضع طعم من منطقة غير مشعرة من الجسم بحال كان التضيق طويلا

#### مكان أخذ الطعم
- من مخاطية باطن الفم
- من خلف الأذن
- من اللسان
- من جلد نهاية القضيب
- من مخاطية المثانة
- من جلد القلفة (إذا كان المريض غير مختون)

وتتم المفاغرة بشكل مَعِين وليس دائرة لأن المفاغرة الدائرية تتضيق مع الزمن وقد تنسد.